# Ramismus
Als Ramismus bezeichnet man die kritischen Lehren des Petrus Ramus zur aristotelisch-scholastischen Logik, Dialektik und Philosophie. Ein bekannter Vertreter des Ramismus ist beispielsweise Johannes Althusius.

## Geschichte
Der Ramismus ist nach seinem französischen Begründer Petrus Ramus (Pierre de La Ramée, 1515–1572) benannt. Zeitgenössisch wurden Vertreter dieser Wissensphilosophie als „Ramisten“ bezeichnet. Während der Begriff heutzutage wertneutral verwendet wird, wurde diese Bezeichnung unter Zeitgenössen als Herabwürdigung verwendet.
Ramus’ philosophisches Hauptwerk basiert auf seinem Buch Dialecticae institutiones („Grundlagen der Dialektik“, 1543). Seine philosophische Thesen wurden vor allem in reformierten Gebieten Europas stärker rezipiert – was auch an Ramus’ Konversion zum Calvinismus um 1562 lag. Römisch-katholische Ramisten waren dagegen vergleichsweise selten. Petrus Ramus wurde in Paris zum Opfer der Bartholomäusnacht, was auch Anteil an der weiteren Verbreitung seiner Logiktheorien hatte. Der Ramismus gestaltete sich im Verlauf zu einer der einflussreichsten Philosophiebewegungen im späten 16. und 17. Jahrhundert: Theodor Zwingers Theatrum Vitae Humanae, eines der umfangreichsten vorenzyklopädischen Werke, basiert auf ramistischen Prinzipien. Johann Thomas Freigius prägte den Begriff Psychologie ebenfalls unter Zuhilfenahme ramistischer Dialektik, um Wissen zu systematisieren. Wissenschaftsgeschichtlich ist der Ramismus ein wichtiger Vorbereiter zum Methodenbegriff von René Descartes.
Der Ramismus wurde in der zweiten Hälfte des 17. Jahrhunderts nach und nach vom Cartesianismus abgelöst.

## Ramistische Logik und Dialektik
Ausgehend von Platon, Cicero und Quintilian kritisiert der Ramismus die aristotelische Logik und ersetzt sie durch eine an die Rhetorik angelehnte natürliche Logik des gesunden Menschenverstandes (vgl. Petrus Ramus' Aristotelicae animadversiones, 1543).
Als Aufgabe der Logik in der Gewinnung von Erkenntnis betrachtet Ramus das Finden kürzester Wege (vgl. lex parsimoniae, Ockham, 13. Jh.). Wichtiges Mittel hierbei ist nicht die unfruchtbare bloße Syllogistik, sondern Beobachtung und Experiment. Deshalb müssen die Logiker die Natur erforschen. Die Logik nannte Ramus "die Kunst zu schlussfolgern" und unterteilte sie dafür in zwei Bereiche:
1. de inventione: die Lehre vom Begriff und von der Definition und
2. de iudicio: die Lehre vom Urteil, vom Schließen und von der Methode.

Entsprechend kennt die ramistische Dialektik ebenfalls zwei Bereiche:
1. inventio argumentorum und
2. dispositio argumentorum.

Schlüsse und Urteile (iudicia) werden eingeteilt in:
1. axiomaticum und
2. dianoeticum (als Syllogismus).

Schlüsse und Beweise können auf artificiale oder inartificiale Quellen zurückgreifen. Er maß der Erforschung von Beweisregeln eine große Bedeutung zu. Daher widmete er in seiner Logik der Ausarbeitung solcher Beweisverfahren große Aufmerksamkeit, die die Spezifik des in seiner Theorie widergespiegelten Inhaltes berücksichtigen. Die von ihm geäußerte Idee über die wichtige Rolle der Mathematik, die Klarheit in der Erkenntnis bringt, hatte großen Einfluss auf Leibniz.
Dazu kritisch: Jacopo Zabarella
Gegenposition: Aristotelismus mit Vertretern wie Johannes Casus, Jacobus Cheyneus, Daniel Cramer, Theophil Golius, Antonius Ruvius und Johannes Magirus.